# Сан Рамон
Сан Рамон (на испански: San Ramon) е град в окръг Контра Коста, в района на залива на Сан Франциско, щата Калифорния, САЩ. Сан Рамон е с население от 75 931 души (по приблизителна оценка от 2017 г.). Сан Рамон е с обща площ от 30 км² (11,60 мили²).